# 函館インフォメーション・ネットワーク
函館インフォメーション・ネットワーク株式会社（はこだていんふぉめーしょん・ねっとわーく）は、北海道道南地域で、インターネットサービスプロバイダ事業等を行う企業である。本社は、北海道函館市にある。

## 概要
1986年通商産業省のニューメディア・コミュニティ構想 応用発展地域に指定された際、産業・観光情報を中心とした地域情報化を行うにあたり、設立された第三セクターである。
地域情報化には、当初、キャプテンシステムを利用していたが、現在は、インターネットを利用している。
ASPサービス等、道南地区の自治体に対して、多様なサービスを提供している。

## 沿革
- 1987年5月 設立
- 1987年11月 キャプテン方式によるビデオテックスサービス開始
- 1995年12月 インターネットサーバ運用開始
- 1996年2月 インターネット接続サービス開始(函館アクセスポイント開設)
- 2002年2月 自治体向けASPサービス、イントラネットサービス開始